# Roata Anului

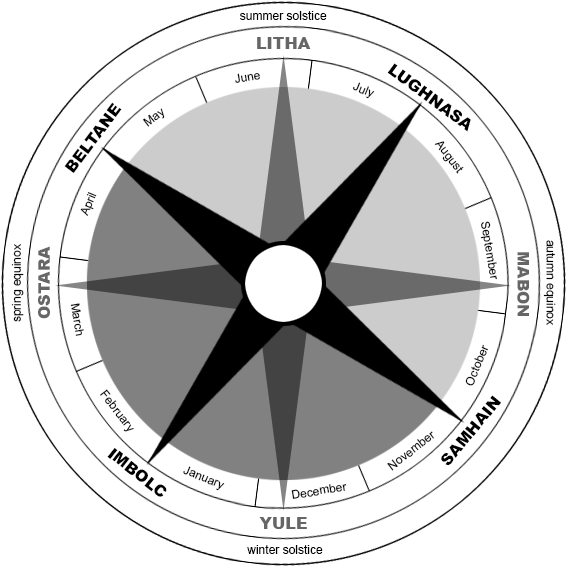
Roata anului în emisfera nordică. Păgânii din emisfera sudică celebrează aceste date cu șase luni in avans pentru a coincide cu anotimpurile proprii.

Roata anului este un ciclu anual al festivalurilor sezoniere, observate de mulți păgâni moderni, constând din principalele evenimente solare ale anului ( solstiții și echinocții ) și punctele medii dintre acestea. În timp ce numele fiecărui festival variază între diversele tradiții păgâne, practicile sincretice se referă adesea la cele patru evenimente solare ca la „sferturi de zile” și la cele patru evenimente punctuale ca „zile de la sferturi”, în special în Wicca . Diferitele secte din păgânismul modern diferă, de asemenea, în ceea ce privește calendarul precis al fiecărei sărbători, bazate pe distincții precum faza lunară și emisfera geografică . 
Respectarea ciclului anotimpurilor a fost importantă pentru multe persoane, atât din Antichitate cât și din Modernitate. Festivalurile păgâne contemporane care se bazează pe Roata Anului se bazează în diferite grade și pe tradițiile populare, indiferent de practicile istorice reale păgâne.  Printre Wiccani, fiecare festival este, de asemenea, menționată ca un Sabbat ( /ˈsæbət/ ), bazat pe credința răspândită de Gerald Gardner, termen ce pretinde acesta că lui i-a fost transmis termenul din Evul Mediu, când terminologia evreiască Șabat a fost combinate cu cea a altor sărbători eretice .  Concepțiile contemporane ale calendarului Roții Anului au fost influențate în mare măsură de păgânismul britanic de la mijlocul secolului XX. 

## Originile

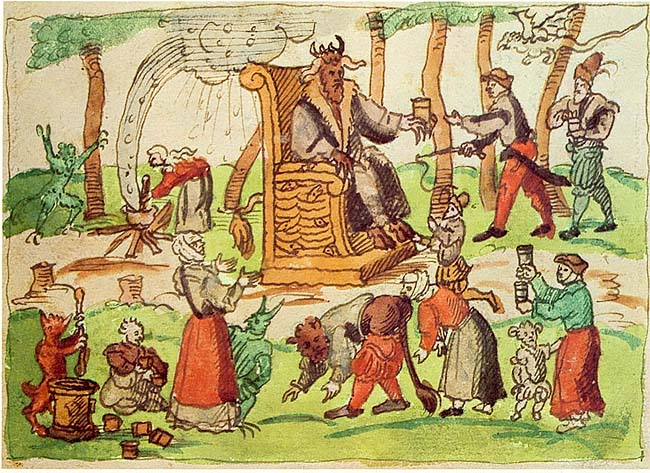
Ilustrația unui sabat al vrăjitoarelor, „Darstellung des Hexensabbats” din Wickiana, circa 1570.

Dovezile istorice și arheologice sugerează că popoarele păgâne și politeiste antice au variat în observațiile lor culturale; Anglo-saxonii au sărbătorit solstițiile și echinocții, în timp ce celții au sărbătorit diviziile sezoniere cu diverse festivaluri de foc.  În secolul al X-lea Cormac Mac Cárthaigh scris despre „patru mari focuri ... aprinse la cele patru mari festivaluri ale druizilor ... în februarie, mai, august și noiembrie”. 
Ciclul festivalului contemporan Neopagan, înainte de a fi cunoscut sub numele de Roata anului, a fost influențat de lucrări precum The Golden Bough de James George Frazer (1890) și The Witch-Cult in Western Europe (1921) de Margaret Murray . Frazer a susținut că Beltane (începutul verii) și Samhain (începutul iernii) au fost cele mai importante dintre cele patru festivaluri galice menționate de Cormac. Murray a folosit înregistrări ale unor procese de vrăjitoare moderne, precum și folclorul din jurul vrăjitoriei europene, în încercarea de a identifica festivalurile sărbătorite de o religie păgână presupusă răspândită subterană care a supraviețuit în perioada modernă timpurie . Murray raportează un proces-verbal din 1661 din Forfar, Scoția, unde vrăjitoarea acuzată (Issobell Smyth) este legată de ședințele organizate „în fiecare trimestru la Candlemas, Rud-day, Lambemas și Hallomas ”.  În Zeița Albă (1948) Robert Graves susținea că, în ciuda creștinării Angliei, importanța ciclurilor agricole și sociale păstrase „continuitatea sistemului antic de festival britanic” constând din opt sărbători: „Viața socială engleză se baza pe agricultură, pe pășunat și vânătoare.” Celebrarea populară a festivalurilor a continuat în sărbătorile cunoscute acum sub numele de Întâmpinarea Domnului, Buna Vestire, Paști, Johnmas, Lammas, Michaelmas (Sfântul Mihail), All-Hallowe'en și Crăciun. 

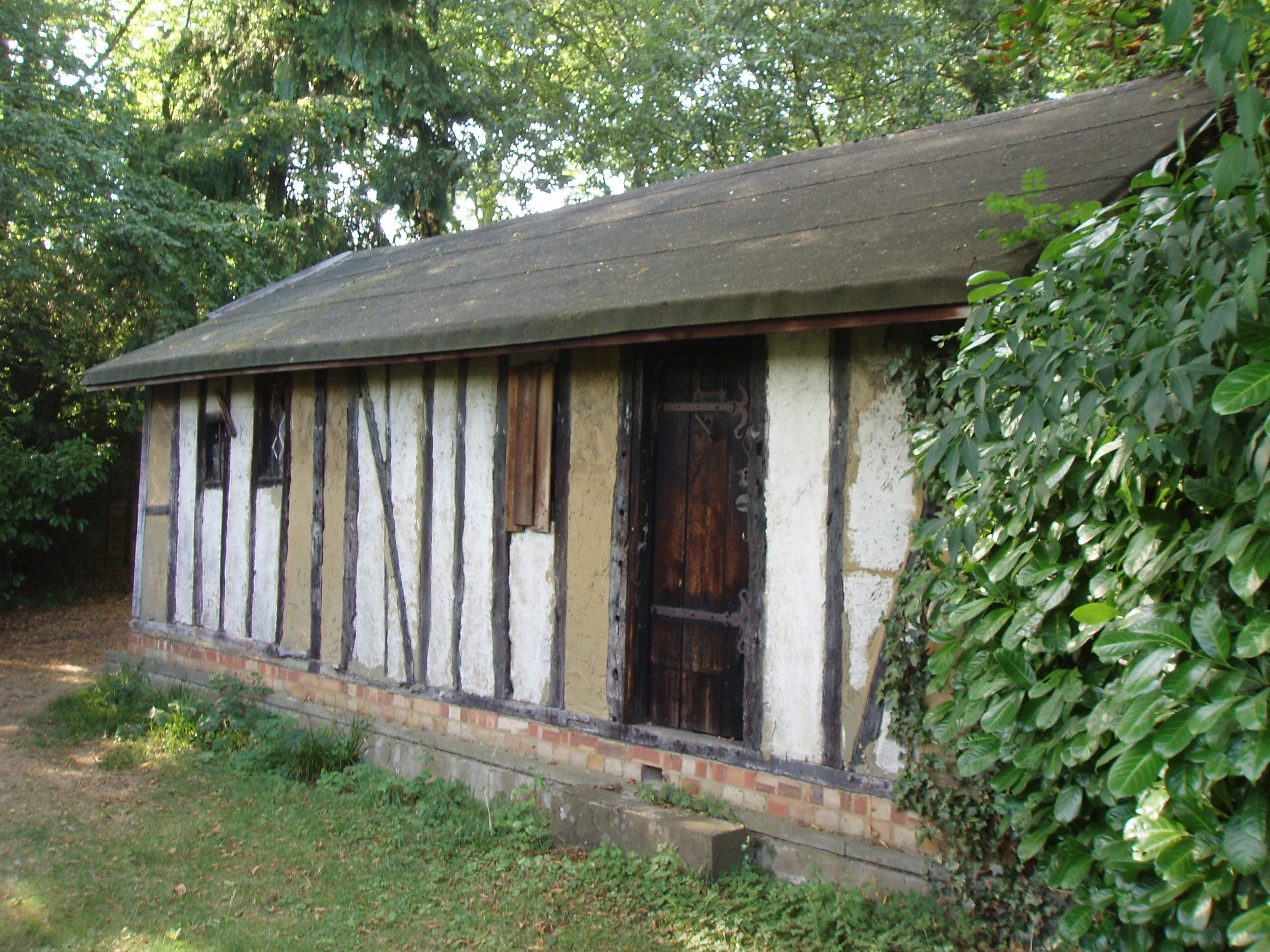
Cabana Vrăjitoarelor, unde legământul Bricket Wood își sărbătorea sabatele.

Primele scrieri publicate de Gardner omit orice mențiune despre solstiții și echinocții, concentrându-se exclusiv pe festivalurile de foc. Gardner s-a referit inițial la acestea ca „ajunul mai, ajunul august, ajunul noiembrie (Hallowe'en) și ajunul februarie”. Gardner a identificat aceste festivaluri de vrăjitoare moderne cu festivalurile de foc galice Beltene, Lugnasadh, Samhuin și Brigid.  Până la mijlocul anilor '60, sintagma Roata Anului fusese inventată pentru a descrie ciclul anual al sărbătorilor vrăjitoarelor. 
Aidan Kelly a dat nume vacanței solstițiului de vară (Litha) și echinocțiului (Ostara și Mabon) din Wicca în 1974, iar acestea au fost popularizate de Timothy Zell prin revista sa Green Egg .  Popularizarea acestor nume s-a întâmplat treptat; în cartea ei din 1978, Wiccraft For Tomorrow, influentul Wiccan, Doreen Valiente, nu a folosit numele lui Kelly, ci a identificat pur și simplu solstițiile și echinocțiile („Sabatele mai mici”) după anotimpurile lor.  Valiente a identificat cele patru "Sabate mai mari", sau festivaluri de foc, cu numele Candlemas, Eve Eve, Lammas și Hallowe'en, deși și-a identificat omologii irlandezi cu nume ca Imbolc, Beltane, Lughnassadh și Samhain. 
Datorită influenței timpurii a Wicca asupra păgânismului modern și a adoptării sincretice a motivelor anglo-saxone și celtice, cele mai utilizate nume de festival englez pentru Roata Anului tind să fie cele celtice introduse de Gardner și numele mai ales germanice derivate de Kelly, chiar și atunci când sărbătorile nu se bazează pe acele culturi. Mișcarea americană Ásatrú a adoptat, de-a lungul timpului, un calendar în care sărbătorile majore ale orașului Heathen figurează alături de numeroase Zile de amintire care sărbătoresc eroii din Edda și Sagas, figuri ale istoriei germanice și Viking Leif Ericson, care au explorat și așezat Vinland (America de Nord). Totuși, aceste festivaluri nu sunt distribuite în mod uniform pe parcursul anului, precum în Wicca și în alte culte păgâne Heathen. 

Crucea solară cu opt brațe este adesea folosită pentru a reprezenta Roata Păgână a Anului.

În multe tradiții ale cosmologiei păgâne moderne, toate lucrurile sunt considerate ciclice, cu timpul asemeni unui ciclu perpetuu de creștere și retragere legat de moartea și renașterea anuală a Soarelui . Acest ciclu este de asemenea privit ca un microcosmos și un macrocosmos al altor cicluri de viață într-o serie incomensurabilă de cicluri ce compun Universul. Zilele care se încadrează pe reperele ciclului anual marchează în mod tradițional începuturile și mijlocul celor patru anotimpuri. Sunt priviți cu semnificație și găzduiesc festivaluri majore în comun. Aceste opt festivaluri sunt cele mai frecvente perioade pentru sărbătorile comunității.   
În timp ce festivalurile „majore” sunt de obicei zilele de sfert, alte festivaluri sunt, de asemenea, sărbătorite pe tot parcursul anului, în special în rândul tradițiilor non- wiccane, precum și cele ale reconstrucționismului politeist și a altor tradiții etnice . 
În tradițiile influențate de Wicca, festivalurile, fiind sunt legate de mișcări solare, și au fost, în general, înrădăcinate în mitologia și simbolismul solar, centrate pe ciclurile de viață ale soarelui . În mod similar, esabatele wiccane sunt legate în mod tradițional de ciclurile lunare . Împreună, ele reprezintă cele mai comune sărbători în formele neopaganismului influențate de Wicca, în special în grupurile de vrăjitorie contemporane.  

### Solstițiul de iarnă (Yule)
Mijlocul Iernii, cunoscut în mod obișnuit ca Yule sau în cadrul tradițiilor moderne druide sub denumirea de Alban Arthan,  a fost recunoscut ca un moment de cotitură semnificativ în ciclul anual de la sfârșitul epocii de piatră . Siturile megalitice antice din Newgrange și Stonehenge, aliniate cu atenție la răsăritul și apusul solstițiului, exemplifică acest lucru.  Inversarea prezenței stârnitoare a Soarelui pe cer simbolizează renașterea zeului solar și prezice întoarcerea anotimpurilor fertile. De la tradiția germanică la cea romană, acesta este cel mai important moment de sărbătoare.  
Practicile variază, dar ofrandele de sacrificiu, sărbătoarea și dăruirea de cadouri sunt elemente comune ale festivităților de Yule. Aducerea crengilor și a coroanelor de perenă (cum ar fi creștetul, iedera, vâscul, țesutul și pinul ) sunt de asemenea frecvente în această perioadă.   
În tradițiile romane, festivitățile suplimentare au loc în cele șase zile care merg pănâ la celebrarea de Yule. 

### Imbolc (Lumânări)
Ziua de sărbătoare de după Yule se încadrează în prima zi din februarie și marchează în mod tradițional primele agitații ale primăverii . Se aliniază cu respectarea contemporană a Zilei de cămin . Este timpul pentru purificarea și curățarea de primăvară, în așteptarea noii vieți a anului. În Roma, a fost o zi istorică de sărbătoare a ciobanului,  timp ce celții o asociau cu debutul alăptării oilor, înainte de nașterea mieilor de primăvară.  
Pentru păgânii celtici, festivalul este dedicat zeiței Brigid, fiica The Dagda și una dintre cele din Tuatha Dé Danann . 
Printre tradițiile politeiste reconstrucționiste sau etnice, acesta este timpul tradițional pentru promisiuni și rededicări pentru anul care vine  și pentru inițierea în rândul Wiccanilor Dianici . 

### Echinocțiul de primăvară (Ostara)

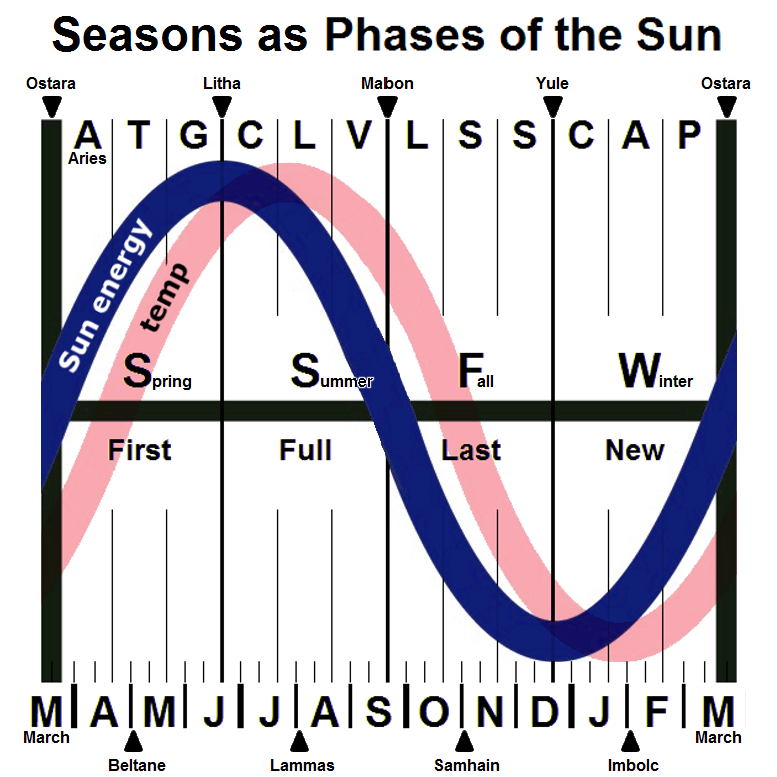
Ciclul anual de insolare (energia Soarelui, afișată în albastru) cu puncte cheie pentru anotimpuri (mijloc), sferturi zile (sus) și sferturi (jos), împreună cu luni (inferior) și case Zodiac (superior). Ciclul temperaturii (indicat în roz) este întârziat de întârzierea sezonieră.

Derivat dintr-o reconstrucție produsă de lingvistul Jacob Grimm, cu o formă veche de înaltă germană a vechii zeițe englezești nume Ēostre, Ostara marchează echinocțiul vernal în unele tradiții moderne din Păgânism. 
Cunoscută sub numele de Alban Eilir, care înseamnă Lumina Pământului, in tradițiile moderne ale druizilor, această sărbătoare este a doua dintre cele trei sărbători de primăvară (punctul mijlociu dintre Imbolc și Beltane), în timpul cărora lumina și întunericul sunt din nou în echilibru, cu lumină în creștere. Este o perioadă a noilor începuturi și a vieții care se dezvoltă mai departe din anotimpul iernos. 

### Beltane (Ajunul lunii mai)
În mod tradițional, în prima zi de vară în Irlanda, la Roma cele mai vechi sărbători au apărut în vremea precreștină cu festivalul Floralia, zeița romană a florilor și cu sărbătorile de la Walpurgisnacht din țările germanice . 
De la creștinarea Europei, o versiune mai seculară a festivalului a continuat în Europa și America, denumită în mod obișnuit Ziua de Mai sau Ziua Muncii. În această formă, este binecunoscut pentru dansul maypole și încoronarea reginei mai . 
Sărbătorit de multe tradiții păgâne, printre druizi moderni, acest festival recunoaște puterea vieții în plinătatea sa, înverzirea lumii, tinerețea și înflorirea. 

### Solstițiul de vară (Litha)
Mijlocul verii (Litha) este una dintre cele patru sărbători solare și este considerată punctul de cotitură in care vara atinge înălțimea și soarele strălucește cel mai mult. Dintre sabatele din Wicca, "Mijlocul verii" este precedată de Beltane, urmată de Lammas sau Lughnasadh . 
Unele tradiții wiccane numesc festivalul Litha, un nume care apare în Bede 's De Temporum Ratione  un text din secolul al VIII-lea, care păstrează o listă a numelor anglo-saxone, pe atunci învechite pentru cele douăsprezece luni. Ærra Liða  ( prima sau precedenta Liða  ) corespunde aproximativ iunie din calendarul gregorian și Æfterra Liða  ( urmând Liða  ) până în iulie. Bede scrie că „Litha înseamnă blând sau navigabil, deoarece în ambele luni briza calmă este blândă și nu trebuia să navigheze pe marea lină”. 
Druizii moderni sărbătoresc acest festival ca Alban Hefin, „Lumina verii”. Soarele în forța sa cea mai mare este întâmpinat și sărbătorit în această sărbătoare. Deși este momentul cu cea mai mare rezistență a curentului solar, acesta marchează și un moment de cotitură, căci soarele începe și timpul de declin pe măsură ce roata anului se mișcă. Probabil cel mai important festival al tradițiilor druide, datorită concentrării deosebite asupra soarelui și a luminii sale ca simbol al inspirației divine. Grupurile de druizi celebrează frecvent acest eveniment la Stonehenge. 

### Lughnasadh (Lammas)
Lammas sau Lughnasadh ( /ˈluːnæsə/ ) este primul dintre cele trei festivaluri wiccane de recolta, celelalte două fiind echinocțiului de toamnă (sau Mabon) și Samhain . Wiccanii marchează vacanța coacând o figură a zeului în pâine și mâncând-o, pentru a simboliza sfințenia și importanța recoltelor. Sărbătorile variază, întrucât nu toți păgânii sunt Wiccanii. Numele irlandez Lughnasadh   este folosit în unele tradiții pentru a desemna această sărbătoare. Tradițiile Wiccane ale acestei sărbători nu se bazează în general pe cultura celtică și nici nu sunt centrate pe zeitatea celtică Lugh . Acest nume pare să fi fost o adopție tardivă în rândul Wiccanilor. În versiunile timpurii ale literaturii wiccane festivalul este menționat ca Ajunul August . 
Numele Lammas (contracția masei de pâine ) implică faptul că este un festival și o sărbătoare de mulțumire pentru cereale și pâine, ce reprezintă simbolul primelor fructe ale recoltei agricole. Festivalurile creștine pot încorpora elemente din ritualul păgân.  

### Echinoxul de toamnă (Mabon)
Sărbătoarea echinocțiului de toamnă, Recoltarea căminului, Mabon, Sărbătoarea Meán Fómhair, Meán Fómhair  sau Alban Elfed  (în tradițiile neo-druide ), reprezintă un ritual păgân modern de mulțumire pentru roadele pământului și o recunoaștere a necesității de a le împărtăși pentru a asigura binecuvântarea Zeiței și a Zeului în lunile de iarnă din perioada următoare. Numele Mabon a fost creat de Aidan Kelly în jurul anului 1970 ca referire la Mabon ap Modron  , un personaj din mitologia galeză.  Dintre sabate, este al doilea dintre cele trei festivaluri de recoltă agricolă păgână, precedat de Lammas / Lughnasadh și urmat de Samhain . 

### Samhain (Hallowe'en)

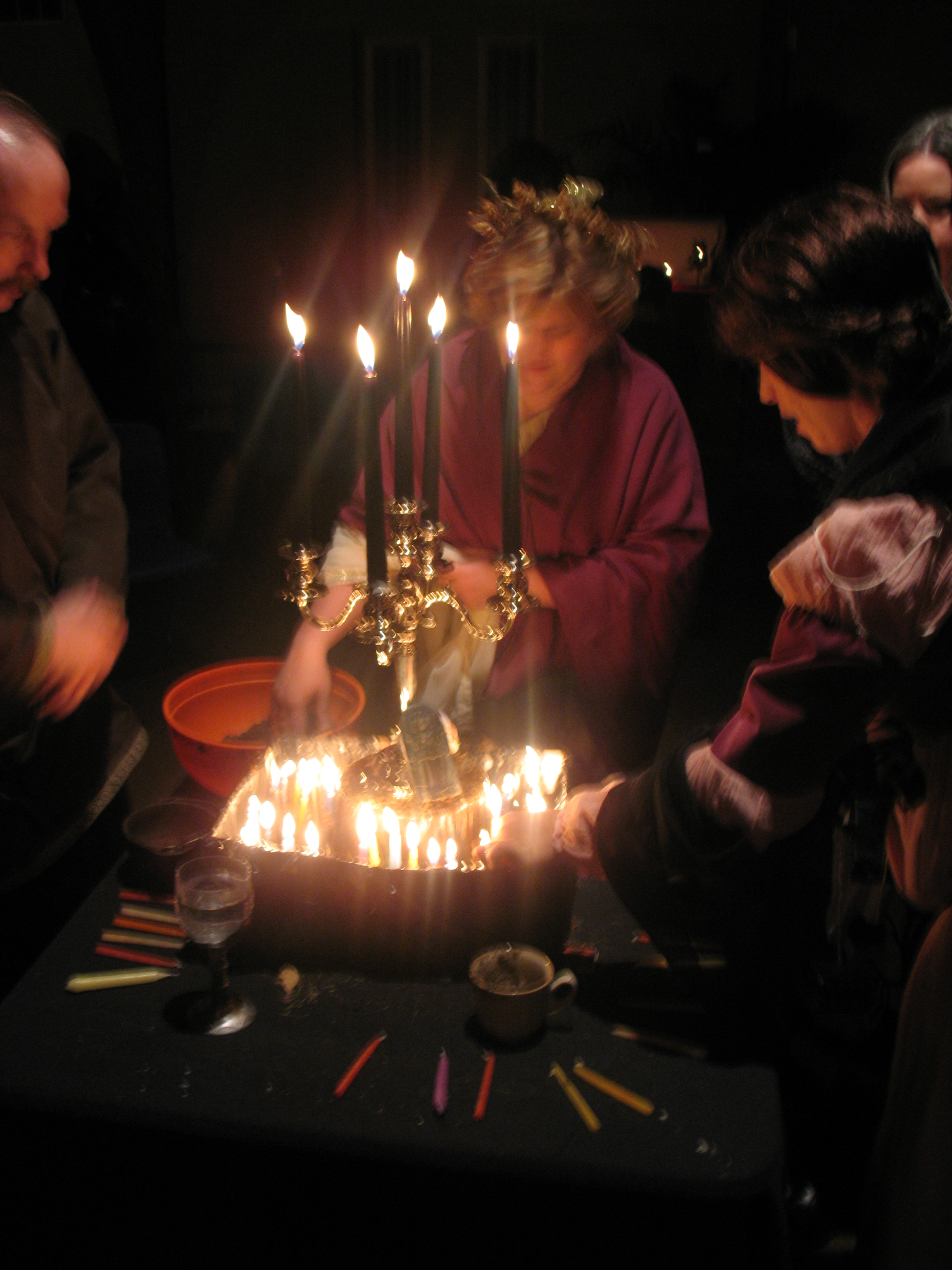
Neopăgânii onorând morții ca parte a unui ritual Samhain

Samhain ( /ˈsɑːwɪn/ ) este considerată de Wiccani a fi una dintre cele patru Sabbate mai mari. Samhain este considerat de unii ca un timp pentru a sărbători viața celor care au trecut in neființă, și implică adesea respectarea strămoșilor, membrilor familiei, bătrânilor credinței, prietenilor, animalelor de companie și altor persoane dragi care au murit. Corespondențe au cu respectarea contemporană a Halloweenului și a Zilei Morților. În unele ritualuri, spiritele celor plecați sunt invitate să participe la aceste festivități. Este văzut ca un festival al întunericului, care este echilibrat în punctul opus al roții de festivalul Beltane, care este celebrat ca un festival al luminii și fertilității. 
Mulți păgâni cred că la Samhain vălul dintre această lume și viața de apoi este în cel mai subțire din întregul an, ceea ce face mai ușoară comunicarea cu cei care au părăsit această lume. 

### Festivaluri minore
În plus față de cele opt sărbători majore comune pentru majoritatea păgânilor moderni, există o serie de sărbători minore în cursul anului pentru a comemora diverse evenimente. 

#### Germanice

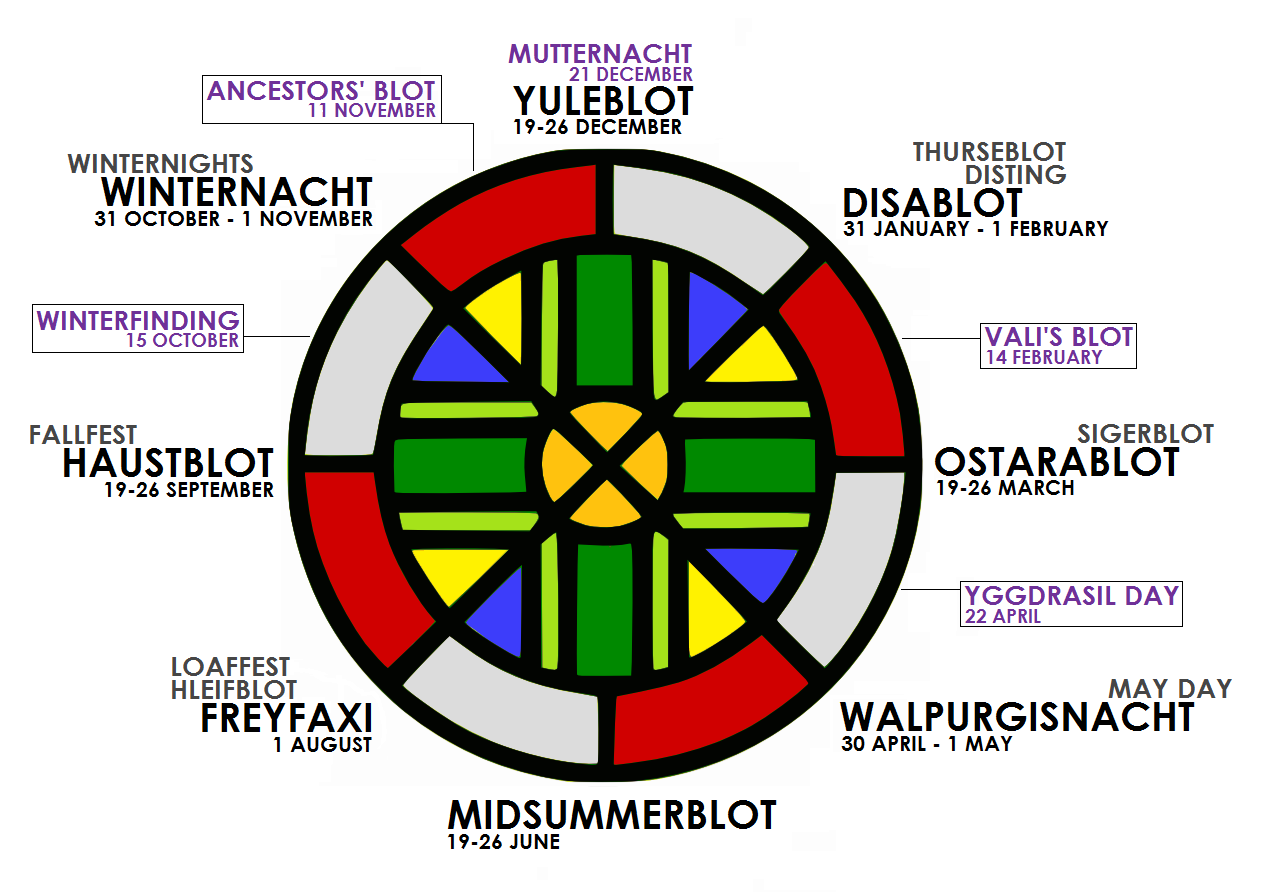
Sărbătorile Alianței Ásatrú (negru: nume principale; gri: nume alternative; violet: sărbători comune minore).

Câteva dintre sărbătorile enumerate în cadrul „Calendarului Era Runică ” al Alianței Ásatrú : 
- Vali's Blot, sărbătoare dedicată zeului Váli și iubirii - 14 februarie [34]
- Sărbătoarea Einherjarului, sărbătoare pentru onorarea rudelor care au murit în luptă - 11 noiembrie
- Ancestors Blot, celebrarea strămoșilor cuiva sau strămoșii comuni ai unei etnii germanice - 11 noiembrie [35]
- Ziua Yggdrasil, sărbătorirea arborelui mondial Yggdrasil, a lumii realității pe care o reprezintă, a copacilor și naturii - 22 aprilie
- Winterfinding, sărbătoare care marchează începutul iernii, desfășurată la Haustblot și Winternights (mijlocul lunii octombrie)  [36]
- Summerfinding, sărbătoare care marchează începutul verii, care a avut loc între Ostara și Noaptea Walpurgis (mijlocul lunii aprilie)

## Practica
Sarbatoarea are loc de obicei în aer liber, sub forma unei adunări religioase comune. 

### Datele sărbătorii
Datele precise în care sunt sărbătorite festivalurile sunt adesea flexibile. Datele pot avea loc în zilele sfertului și în sferturile de zi, cea mai apropiată lună plină, cea mai apropiată lună nouă sau cel mai apropiat sfârșit de săptămână pentru un confort convenabil. Festivalurile erau sărbătorite inițial de popoarele din latitudinile medii ale emisferei nordice . În consecință, perioadele tradiționale pentru sărbătorile sezoniere nu sunt de acord cu anotimpurile din emisfera sudică sau din apropierea ecuatorului. Păgânii din emisfera sudică avansează adesea aceste date cu șase luni pentru a coincide cu anotimpurile proprii.    

### Ofrandele

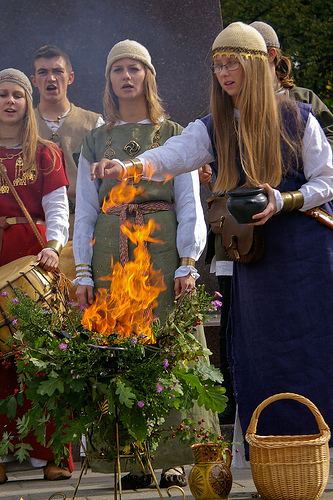
Celebrare Romuva

Ofertele de produse alimentare, libații, diverse obiecte, etc au fost centrale în ritualul de îmblânzire și venerație de milenii. Practica modernă păgână evită cu fermitate sacrificarea animalelor în favoarea cerealelor, ierburilor, laptelui, vinurilor, tămâiei, a copturilor, a mineralelor etc. Excepția este cu sărbătorile rituale, inclusiv cele de carne, unde părțile necomestibile ale animalului sunt adesea arse ca ofrande în timp ce comunitatea mănâncă restul.  
Sacrificiile sunt de obicei oferite Zeilor și strămoșilor prin arderea lor. În anumite circumstanțe, de asemenea, oboseala și lăsarea ofrandelor sunt deschise. Scopul oferirii este de a beneficia de venerație, de a arăta recunoștință și de a da ceva înapoi, întărind legăturile dintre oameni și divin și între membrii unei comunități.   

## Narațiunile

### Celtice
In unele comunității neopagane este o concepție greșită, influențată de scrierile lui Robert Graves,  că celții istorici au avut o narațiune generală pentru întregul ciclu al anului. În timp ce diferitele calendare celtice includ câteva modele ciclice și o credință în echilibrul luminii și întunericului. Aceste credințe variază între diferitele culturi celtice . Conservatoriștii moderni și politeiștii reconstrucționiști observă de obicei cele patru „festivaluri de foc” din Calendarul Galic, iar unele observă, de asemenea, festivaluri locale care au loc în date semnificative, în diferitele națiuni celtice .  

### Slave

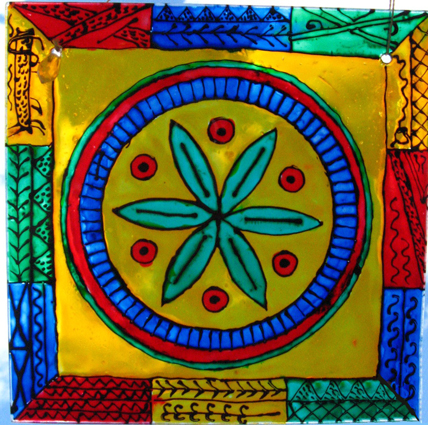
Kołomir - exemplul slav al Roții Anului care indică anotimpurile anului. Roțile în formă de swastika cu patru puncte și opt puncte au fost mai frecvente.

Mitologia slavă povestește despre un conflict persistent care implică Perun, zeul tunetului și al fulgerului și Veles, zeul negru și zeul coarnă al lumii de dincolo . Dușmănia dintre cei doi este inițiată de ascensiunea anuală a lui Veles în susul arborelui mondial sub forma unui șarpe imens și furtul său suprem al vitelor divine ale lui Perun din domeniul ceresc. Perun ripostează la această provocare a ordinii divine urmărindu-l pe Veles, atacând cu fulgerele de pe cer. Veles îl păcălește pe Perun și fuge, transformându-se în diferite animale și ascunzându-se în spatele copacilor, caselor, chiar oamenilor.. În cele din urmă, Perun învinge și îl învinge pe Veles, întorcându-l la locul său pe tărâmul morților. Astfel se menține ordinea lumii.   
Ideea că furtunile și tunetele sunt de fapt o luptă divină este esențială pentru schimbarea anotimpurilor. Perioadele uscate sunt identificate ca rezultate haotice ale hoții lui Veles. Această dualitate și conflict reprezintă o opoziție a principiilor naturale ale pământului, apei, substanței și haosului (Veles) și ale cerului, focului, spiritului, ordinului (Perun), nu o ciocnire a binelui și a răului. Bătălia cosmică dintre cei doi răsună, de asemenea, în vechea poveste indo-europeană a unei lupte între zeul furtunii purtate de cer și dragonul chtonic . 
În preajma Anului Nou, se nasc doi copii din Perun, Jarilo, zeul fertilității și vegetației și fiu al Lunii și Morana, zeița naturii și a morții și fiică a Soarelui. În aceeași noapte, pruncul Jarilo este smuls și dus în lumea de dincolo, unde Veles îl ridică ca pe al său. În momentul echinocțiului de primăvară, Jarilo se întoarce peste mare din lumea morților, aducând cu el fertilitate și liniște din lumea de dincolo pentru totdeauna în tărâmul celor vii. El o întâlnește pe sora sa, Morana și o curtează. Odată cu începutul verii, cei doi se căsătoresc aducând fertilitate și abundență pe Pământ, asigurând o recoltă abundentă. Unirea rudelor lui Perun și vitregul lui Veles aduce pace între doi mari zei, oprind furtunile care ar putea dăuna secerișului. Cu toate acestea, după recoltă, Jarilo este infidel față de soția sa și ea îl ucide cu răzbunare, întorcându-l în lumea de dincolo și reînnoind dușmănia dintre Perun și Veles. Fără soțul ei, zeul fertilității și al vegetației, Morana - și toată natura cu ea - se usucă și îngheață în iarna care urmează. Ea crește în vechea și periculoasa zeiță a întunericului și a înghețului, murind în cele din urmă până la sfârșitul anului doar pentru a renaște cu fratele ei în noul an.  

### Wicca modernă și neo-druidismul

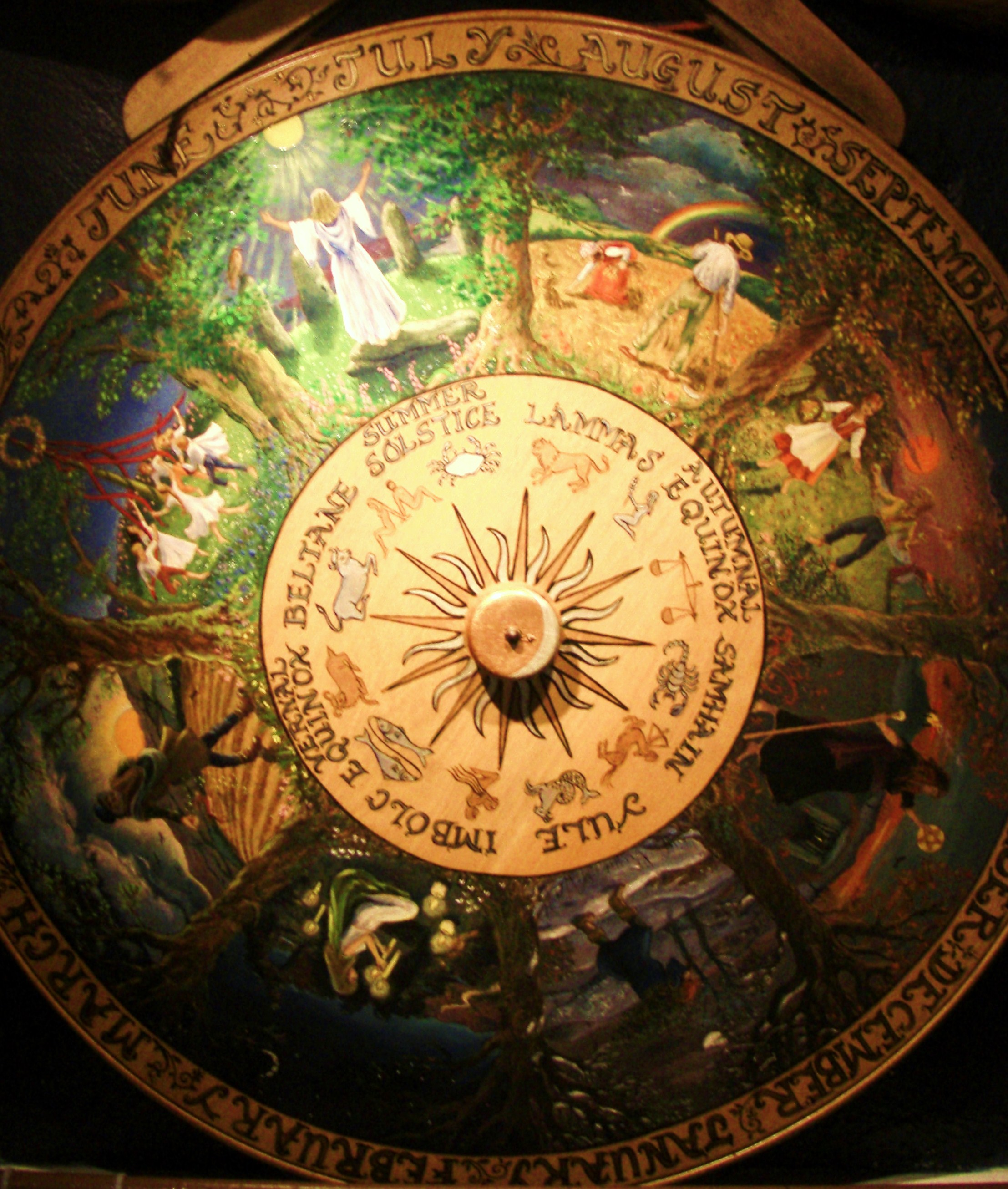
Roata vopsită a anului de la Muzeul Vrăjitoriei, Boscastle.

În Wicca, narațiunea despre Roata Anului se centrează în mod tradițional pe căsătoria sacră a zeului și a zeiței și a dualității zeului / zeiței . În acest ciclu, Zeul se naște perpetuu din Zeița de la Yule, crește in putere la echinocțiul vernal (la fel ca Zeița, acum în aspectul ei de fată ), curtează și rămâne insărcinată la Zeița de la Beltane, atinge apogeul la solstițiul de vară., scade in putere in timpul de Lammas, trece în lumea de dincolo de la Samhain (luând cu ea fertilitatea Zeiței / Pământului, care este acum în aspectul ei cron ), până când se naște din nou din aspectul ei mamă / crone la Yule. Zeița, la rândul său, îmbătrânește și întinerește la nesfârșit odată cu anotimpurile, fiind curtată și dând naștere Zeului Incornorat .   
Multe tradiții neopagane wiccane, neo-druide și eclectice încorporează o narațiune a regelui Holly și a regelui stejar ca și conducători ai anului în curs de scădere și, respectiv, al anului. Aceste două figuri se luptă la nesfârșit odată cu încheierea anotimpurilor. La solstițiul de vară, Regele Holly îl învinge pe Regele Stejarului și își începe domnia.  :94 După echinocțiul de toamnă, Regele Stejarului începe încet să-și recâștige puterea pe măsură ce soarele începe să se estompeze. Vine solstițiul de iarnă unde Oak King, îl învinge pe Regele Holly.  :137 După echinocțiul de primăvară, soarele începe să revină in putere, iar Regele Holly își recapătă încet puterea până când învinge din nou Regele Stejarului la solstițiul de vară. Cei doi sunt în cele din urmă văzuți ca părți esențiale ale unui aspect întreg, luminos și întunecat al Dumnezeului masculin și nu ar exista unul fără celălalt.    
Regele Holly este adesea înfățișat ca o figură din lemn, asemănătoare cu Moș Crăciun modern, îmbrăcat în roșu, și cu Regele Stejarului ca un zeu al fertilității .  

## Vezi si
- Lista festivalurilor și evenimentelor neo-păgâne
- Calendar celtic
  - Calendar gaelic
  - Festivaluri de sezon galese
- Calendar germanic
  - Calendar rutic
- Calendare elene
  - Calendar mansardă
  - Calendarul vechi al Macedoniei
- Calendar roman
  - Festivaluri romane
- Zile de bumbac
- Roata medicinii - o metaforă pentru o varietate de concepte spirituale în unele culturi autohtone .
- Termeni solari - divizii ale anului în China și Asia de Est